# Barryn Sorrell
Barryn Sorrell (New Orleans, 22 dicembre 2002) è un giocatore di football americano statunitense che milita nel ruolo di defensive end per i Green Bay Packers della National Football League (NFL).

## Carriera universitaria
Nella prima stagione a Texas nel 2021, Sorrell  dispute sei partite, mettendo a segno 7 tackle. Nel 2022 giocò 13 partite, di cui 10 come titolare, con 44 placcaggi, 5,5 sack, un passaggio deviato e un fumble forzato. Nel 2023 disputò tutte le 14 partite come titolare, con 37 tackle e 4 sack.
Sorrell annunciò che avrebbe fatto ritorno per l’ultima stagione nel 2024. Quell’anno fece registrare 44 placcaggi e 6 sack.

## Carriera professionistica

### Green Bay Packers
Sorrell fu scelto nel corso del quarto giro (124º assoluto) del Draft NFL 2025 dai Green Bay Packers.  Il 2 maggio 2025 firmò il suo contratto con la franchigia.